# Steve Staunton
Stephen "Steve" Staunton (sinh ngày 19 tháng 1 năm 1979) là một cựu cầu thủ bóng đá chuyên nghiệp người Ireland chơi ở vị trí hậu vệ và hiện này đang là người quản lý cho Hiệp hội bóng đá Cộng hòa Ireland. Trong sự nghiệp của mình ông đã chơi 120 trận cho Đội tuyển bóng đá quốc gia Cộng hòa Ireland. Staunton được biết đến trong thời kỳ thi đấu cho câu lạc bộ Liverpool và Aston Villa.
Steve Staunton từng rời sân Anfield để tới chơi cho Aston Villa vào năm 1991 rồi lại trở về Liverpool lần thứ 2 vào năm 1998. Tổng cộng, Staunton đã chơi cho Liverpool 147 trận, ghi được 6 bàn thắng. Sau đó ông trở lại Aston Villa vào ngày 8 tháng 12 năm 2000 theo diện chuyển nhượng tự do.

## Tại Liverpool
Huấn luyện viên Kenny Dalglish đưa Staunton về với Liverpool vào năm 1986 từ câu lạc bộ Dundalk của Ailen. Staunton xuất hiện lần đầu tiên trong màu áo Liverpool trong trận hoà 1-1 trước Tottenham tại sân Anfield vào năm 1988.
Staunton tham gia trận đấu quốc tế đầu tiên cho Liverpool và dần trở thành sự lựa chọn số 1 cho vị trí hậu vệ cánh trái. Đặc biệt Staunton cũng nằm trong đội hình Liverpool vô địch năm 1990 trước khi bị Graeme Souness cho sang Aston Villa với hợp đồng trị giá hơn 1 triệu bảng. Anh đã có một danh hiệu League Cup với Aston Villa trước khi trở lại Anfield.
Staunton đã tham dự trận đầu tiên trong đội hình Liverpool mùa giải 2000-2001 trên băng ghế dự bị trong trận hoà 3-3 tại sân The Dell của Southamton. Sau đó, Staunton đã đến sân Selhurst Park để gia nhập câu lạc bộ hạng nhất Crystal Palace theo một hợp đồng cho mượn trước khi anh được gọi trở lại Liverpool để tham gia trận đấu tại cúp UEFA với Olympiakos vào 23 tháng 11 năm 2000.

## Honours
Liverpool
- FA Cup: 1989
- Football League First Division: 1989–90
- FA Charity Shield: 1988, 1990 (đồng vô địch)

Aston Villa
- League Cup: 1994, 1996
- UEFA Intertoto Cup: 2001